# Kowalówka (powiat radomski)
Kowalówka – wieś w Polsce położona w województwie mazowieckim, w powiecie radomskim, w gminie Kowala.
W latach 1975–1998 miejscowość należała administracyjnie do województwa radomskiego.
Miejscowość przed 2023 r. była częścią wsi Kowala-Stępocina.